# ミリオンバイヤー
ミリオンバイヤーは、朝日放送テレビで2021年9月5日から9月26日まで放送されていたバラエティ番組。また同年12月29日に放送された特別番組。

## 概要
タレントがバイヤーとなって現地でしか買えない「まぼろし良品」を視聴者が買えるように生産者と交渉を行い、その様子をバカリズムとゲストがVTRで見届ける。これらの商品は番組公式サイトからリアルタイムで購入することができ、放送中にどれだけ売れたかを番組終盤の生放送パートでバイヤーが自ら発表する。
番組本編開始前の22時55分 - 23時枠で、事前ミニ番組として『まもなくミリオンバイヤー』も別途放送。
広島ホームテレビでは、本放送終了後の2021年11月27日から土曜10:45 - 11:15枠で遅れネット（テレビショッピング番組との隔週放送）。

## 出演者

### MC
- バカリズム[2] - レギュラー放送
- アンタッチャブル - 特番

### ゲスト
- いとうあさこ[2] - レギュラー放送
- ギャル曽根 - 特番
- 佐々木久美（日向坂46） - 特番

### バイヤー
- チャンカワイ（Wエンジン） - 第1回・第2回[2]・特番
- 河村唯 - 第3回・第4回[2]

## スタッフ
- ナレーション：北村真平[2]
- 制作協力：IVSテレビ制作
- 制作著作：ABC TV